# Rhorus borealis
Rhorus borealis är en stekelart som först beskrevs av William Harris Ashmead 1902.  Rhorus borealis ingår i släktet Rhorus och familjen brokparasitsteklar. Inga underarter finns listade i Catalogue of Life.